# Syndrome inflammatoire multisystémique chez l'enfant
Wikipédia ne donne pas de conseils médicaux ou sanitaires. Cet article est susceptible de contenir des informations obsolètes ou inexactes. Seul un professionnel de la santé est apte à vous fournir un avis médical, et seules les autorités sanitaires de votre pays sont compétentes pour donner des consignes de santé publique relatives à la pandémie de Covid-19.
 Mise en garde médicale
Le syndrome inflammatoire multisystémique chez l'enfant (en période de Covid-19) est un syndrome clinique décrit chez certains des enfants et adolescents ayant été infectés par le virus SARS-CoV-2 (6-16 ans, principalement avec un âge médian de 10 ans).
Cette maladie émergente se caractérise notamment par une fièvre persistante, des marqueurs biologiques de l'inflammation et le dysfonctionnement d'un seul ou plusieurs organes,, (possibles troubles intestinaux notamment),,,, avec absence de diagnostic alternatif, bien que ce syndrome puisse inclure des signes du syndrome de Kawasaki (injection conjonctivale et muqueuse, éruption cutanée, gonflement des mains et pieds, dilatation des artères coronaires) ou de syndrome de choc toxique (érythrodermie, atteinte rénale, hypotension).
Les symptômes physiques peuvent apparaître non simultanément et évoluer sur plusieurs jours. Des anévrismes de l'artère coronaire sont possibles et — comme dans la maladie de Kawasaki — ces anévrismes peuvent se développer tardivement, voire après une amélioration apparente du patient, et parfois évoluer en thrombose.
Pour les enfants avec des antécédents de syndrome inflammatoire multisystémique, le CDC préconise de retarder la vaccination contre le Covid-19 jusqu'à récupération de la maladie et pendant 90 jours après la date du diagnostic de syndrome inflammatoire multisystémique.

## Dénominations
- En raison des similitudes cliniques avec la maladie de Kawasaki, ce syndrome a été qualifié de « Kawasaki-like » mais aujourd'hui on considère qu'il s'agit de pathologies distinctes[13] ;
- les CDC et l'OMS utilisent la dénomination de syndrome inflammatoire multisystémique chez l' enfant ;
- on parle aussi parfois de PIMS-TS (syndrome inflammatoire multisystémique pédiatrique associé temporellement à une infection par le SRAS-CoV-2) en Europe, et de syndrome inflammatoire multisystémique pédiatrique associé temporellement à la COVID-19 au Royaume-Uni[14].

## Histoire médicale
En avril 2020, le National Health Service lançait une alerte au Royaume-Uni au sujet des nombreux cas d’enfants présentant une fièvre élevée, des symptômes digestifs et un tableau de dysfonction cardiaque. Quasiment tous étaient testés positifs au SARS-CoV-2. Des cas similaires ont été aussi recensés en France, en Italie, en Espagne, en Suisse et aux États-Unis, mais pas en Asie (où sévit la maladie de Kawasaki)[réf. souhaitée].
Les médecins constatent une association temporelle et une prévalence locale élevée rapprochant ce syndrome de la Covid-19 (maladie à coronavirus 2019). Par exemple, le début de la vague pandémique à Bergame (Italie) a montré une forte hausse des cas de maladies de Kawasaki (ou de type Kawasaki) : 30 fois plus que le taux moyen des 5 années précédentes.

Dans les zones de pandémie, l'incidence de syndrome augmente comparable ment à celle du Covid-19, mais avec un décalage temporel de 4 à 5 semaines, ce qui a fait évoquer un mécanisme post-inflammatoire induit par la Covid-19.
Puis, les analyses de laboratoire ont montré que, dans presque tous les cas, le jeune patient avait été récemment infecté par le SRAS-CoV-2,,.
Au cours de l'année 2020, lors de la pandémie de Covid-19, de nombreuses données cliniques et épidémiologiques ont été accumulées sur cette maladie émergente,. Aucun test de diagnostic spécifique n'existe ; le diagnostic se fait sur l'observation d'une conjonction d'observations, de tests cliniques et de laboratoire, échocardiographiques et de facteurs épidémiologiques.
En octobre 2020, un syndrome analogue a été mis en évidence chez l'adulte, dit « MIS-A » (multisystem inflammatory syndrome in adults ; syndrome inflammatoire multisystémique chez l'adulte).
Les premiers rapports sur les patients atteints de MIS-C (multisystemic inflammatory sundrome in children ou syndrome inflammatoire multisystémique chez l'enfant) décrivaient des signes et des symptômes cliniques variés lors de l'évaluation initiale, mais la plupart des cas présentaient des caractéristiques de choc, de dysfonctionnement cardiaque, de symptômes gastro-intestinaux, des marqueurs d'inflammation et de lésions cardiaques significativement élevés, et des résultats positifs pour le SRAS-CoV-2 par sérologie. 
Étant donné que la définition de cas n'est pas spécifique et qu'il n'existe pas de tests de laboratoire de confirmation, il peut être difficile de distinguer le MIS-C d'autres affections dont les manifestations cliniques se chevauchent, comme la Covid-19 aigüe sévère et la maladie de Kawasaki. Les patients ont été divisés entre deux classes : ceux identifiés dans la classe 1 présentaient peu de chevauchement avec la Covid-19 aigüe ou la maladie de Kawasaki, tandis que les patients de la classe 2 présentaient des manifestations cliniques et biologiques qui se chevauchaient avec la Covid-19. Ce chevauchement pourrait résulter du développement du MIS-C peu de temps après une maladie aiguë Covid-19 symptomatique.

## Incidence, épidémiologie
Après quelques mois (entre janvier et mai 2020), il est apparu, d'après les cas publiés, que :
- les garçons sont plus souvent touchés que les filles[10] ;
- une ascendance africaine, afro-caribéenne et hispanique semble prédisposer à un risque accru[10].

## Éléments de définition de cas
Pour l'OMS (mai 2020), les patients touchés sont des enfants et adolescents de 0 à 19 ans répondent à tous les critères cliniques suivants :
- fièvre perdurant au moins 3 jours ;

... et au moins 2 des éléments suivants :
- - éruption cutanée ou conjonctivite bilatérale (non purulente) 
ou inflammation mucocutanée de la bouche, des mains ou des pieds ;
  - hypotension, ou syndrome de choc toxique (érythrodermie, atteinte rénale, outre une hypotension) ;
  - dysfonctionnement myocardique (péricardite, valvulite ou anomalies de l'artère coronaire, dont avec des preuves par l'imagerie [échographie] et/ou des analyses de laboratoire ;
  - coagulopathie (ex : Temps de prothrombine/INR élevé, Temps de céphaline activée, taux de D-dimères) ;
  - symptômes gastro-intestinaux aigus (vomissements, diarrhée éventuellement abondante mais non sanglantes ou maux de ventre, parfois aigus)[23],[24] ;
  - niveaux élevés d'indicateurs non spécifiques de l'inflammation (p. Ex., Vitesse de sédimentation des érythrocytes, protéine C-réactive, procalcitonine) ;
  - pas d'autre cause microbienne évidente d'inflammation (pas de septicémie bactérienne, ni de syndrome de choc toxique staphylococcique ou streptococcique) ;
  - preuve par test de COVID-19, ou exposition probable au SARS-CoV-2.

Parmi les symptômes, ont aussi parfois été signalés :
- une odynophagie (déglutition douloureuse)[25] ;
- des douleurs et gonflement des extrémités[25] ;
- des éruptions cutanées[25]
- des maux de tête[25] ;

...et plus rarement :
- symptômes respiratoires, parfois avec douleur thoracique[25] ;
- état mental altéré (confusion, somnolence), syncope[25].

Les définitions de cas publiées par les CDC 2 et le Royal College of Paediatrics and Child Health 5 sont un peu plus larges, insistant sur la coïncidence temporelle avec la COVID-19 (lien de causalité non prouvé ou non compris) ; ils insistent également plus sur la ressemblance avec la maladie de Kawasaki. Le Royal College of Paediatrics admet que le tests PCR peut être positif ou négatif.
Ce syndrome existe probablement sous une forme atténuée ne répondant pas à ces définition, cas qui pourraient ou non progresser vers une aggravation, le patient répondant éventuellement plus tard à tous les critères.

## À l'examen physique
Le patients peut apparaître dans un état grave (état de choc parfois), avec dans tous les cas une hypotension, et en outre au moins deux des critères suivants (selon le guide provisoire de l'OMS du 27 mai 2020) :
- rythme cardiaque irrégulier Tachycardie (> 160 battements/min chez le nourrisson ; > 150 chez les enfants plus âgés) ; ou
- bradycardie (< 90 battements/min chez le nourrisson ou < 70 battements/min chez les enfants plus grands) ;
- recharge capillaire lente (plus de 2 secondes) ; ou vasodilatation chaude avec impulsions bondissantes ;
- tachypnée ;
- Peau tachetée (pétéchies ou purpura) ;
- oligurie ;
- altération mentale ;
- fièvre (par définition, et parfois très élevée (>40 °C)[29] ;
- injection conjonctivale, fréquemment, mais sans purulence et ni exsudat en général ;
- muqueuse buccale parfois sèche et rouge (fissures sur les lèvres, « langue de fraise ») ;
- méningisme, parfois ;
- adénopathie cervicale parfois palpable ;
- peu ou pas de symptômes pulmonaires ;
- maux de ventre ;
- anomalies cutanées : érythème sur les paumes des mains et/ou de la plante des pieds, éventuel œdème ferme ou une induration des surfaces dorsales ; éruptions cutanées fréquemment notées mais sans description précise

Ces aspects physiques du syndrome peuvent ne pas tous apparaître, ni être simultanément présents et évoluer sur plusieurs jours.

## Traitements, soins
Les patients bénins sont pris en charge de manière conservatrice, mais il y a urgence médicale pour ceux qui développent un syndrome de choc toxique, parfois sévère (=> réanimation liquidienne, soutien hémodynamique, oxygène...).

### Monitoring à l'hôpital
En phase aigüe de la maladie, le patient doit être attentivement surveillé jusqu'à stabilisation et amélioration des paramètres suivis, avec :
- des analyses de laboratoire fréquentes ;
- des ECG répétées, au moins toutes les 48 heures (17)
- des échocardiogrammes (échographie cardiaque = échodoppler cardiaque).

### Médication
Les patients présentant une myocardite ou répondant aux critères de la maladie de Kawasaki sont à traiter par :
- immunoglobuline en intraveineuse (IV ; solution d'immunoglobuline humaine pour injection chez le nourrisson, l'enfant et l'adolescent ; en mai 2020, les données sur l'efficacité étaient encore limitées et l'efficacité non prouvée). A titre d'exemple, certains protocoles institutionnels ont prescrit de 1 000 à 2 000 mg/kg en dose unique en intraveineuse, ou associée à l'aspirine et/ou à la méthylprednisolone. Dans les cas graves, des doses supplémentaires ont été administrées.
- des corticostéroïdes et des modulateurs immunitaires ont aussi été testés[10] ;
- aspirine : des administrations orales de 3 à 5 mg/kg/jour PO (faible dose) à 30 à 100 mg/kg/jour PO (dosage modéré à élevé) ont été citées par la littérature, en association avec des Ig en intraveineuse (avec ou sans méthylprednisolone) ; en mai 2020, les données sur l'efficacité étaient encore limitées et l'efficacité non prouvée[10].
- méthylprednisolone : administrée en solution injectable de succinate de méthylprednisolone sodique (en mai 2020, les données sur l'efficacité étaient encore limitées et l'efficacité non prouvée). Selon la gravité des cas, le dosage était de 2 à 30 mg/kg/jour en intraveineuse, en association ou non avec des IgIV et/ou de l'aspirine. Un traitement à domicile de 3 semaines a été recommandé[10].

### Suivi
En se basant sur les bonnes pratiques de prise en charge de la maladie de Kawasaki, le risque d'anévrisme de l'artère coronaire (commun aux deux maladies), fait recommander un suivi avec échocardiographies 2 et 6 semaines après la sortie de l'hôpital, même après une guérison apparente ; une IRM cardiaque est recommandée dans les 2 à 6 mois après une maladie aigüe pour les patients présentant une dysfonction ventriculaire gauche transitoire ou persistante importante.

### Pronostic
Le pronostic est généralement bon : le plus souvent, les patients répondent rapidement au traitement et guérissent.